# جورج بيترز
جورج بيترز (بالألمانية: George W. Peters) (و. 1907 – 1988 م) هو عالم عقيدة، وكاتب غير روائي، من الولايات المتحدة الأمريكية، توفي في فريسنو، كاليفورنيا، عن عمر يناهز 81 عاماً.